# Teste de Voges-Proskauer
Teste de Voges-Proskauer, ou teste VP é o teste em bacteriologia para fermentação por bactérias por via butilenoglicólica, fermentando a glicose com produção de acetil-metil-carbinol (acetoína), butilenoglicol e pequenas quantidades de ácidos carboxílicos. Com a adição de hidróxido de potássio em presença do oxigênio da atmosfera, a acetoína converte-se em diacetila e com a adição de alfa-naftol ocorre a catálise com a produção de um característico anel de cor vermelho-cereja, enquanto que uma cor amarelo-acastanhada indica um resultado negativo.